# Отношения Республики Косово и Экваториальной Гвинеи
Отношения Республики Косово и Экваториальной Гвинеи — двусторонние дипломатические отношения между Республикой Косово и Республикой Экваториальная Гвинея. Официальных дипломатических отношений между двумя государствами не существует, поскольку Экваториальная Гвинея не признаёт Косово в качестве суверенного государства.

## История
1 сентября 2010 года постоянный представитель Экваториальной Гвинеи при Организации Объединенных Наций Анатолий Ндонг Мба заявил на пресс-конференции, что внешняя политика его страны поддерживает независимость Косово. Сообщается, что в сентябре 2011 года президент Экваториальной Гвинеи Теодоро Обианг Нгема Мбасого положительно ответил на просьбу Косово о признании.
Сообщается, что 21 ноября 2011 года на встрече с первым заместителем премьер-министра Косово Бехджетом Иса Пацолли Теодоро Нгема Мбасого пообещал немедленно начать официальное оформление признания Косово. В январе 2012 года советник Пацолли Джетлир Зиберай заявил, что Косово получило подтверждение признания от Экваториальной Гвинеи, но ожидает получения вербальной ноты.

### Комментарии
1. ↑  Политический статус Республики Косово оспаривается. Провозгласив в 2008 году в одностороннем порядке независимость от Сербии, Республика Косово официально признана независимым государством 97 государствами-членами ООН (еще 15 государств в какой-то момент признали её, но затем отозвали своё признание), в то время как Сербия продолжает претендовать на Косово как на часть своей суверенной территории.